# Колин Мор Кэмпбелл
Кейлин Мор Кэмпбелл, также известный как сэр Колин Кэмпбелл (умер после 1296 года) — один из самых ранних засвидетельствованных членов клана Кэмпбелл и важная фигура предка позднесредневековых графов Аргайла.

## Биография
Кейлин был сыном Гиллисбейга, рыцаря и лорда поместий Менстри и Саути в Клакманнаншире. Впервые было высказано предположение в 1970-х годах, что матерью Кейлин была Афрейг, дочь Кейлин мак Доннхада, вероятный отец Нейла, графа Каррика. Хотя также было высказано предположение, что эта Афрейг была дочерью самого Найла, нет никаких сомнений в том, что Афрейг был из семьи гэльских графов Каррика. Это означает, что сам Кейлин был двоюродным братом будущего короля Шотландии Роберта I Брюса, что объясняет, почему Кэмпбеллы были так привязаны к Брюсу во время Войн за независимость Шотландии. Кейлин сам принимал участие в Великой тяжбе и был одним из представителей Брюса при короле Англии Эдуарде I Плантагенете в 1291 году.
Он фигурирует в качестве свидетеля в различных документах, относящихся к 1290-м годам и относящихся к лордствам на юго-западе Шотландии. Он появляется в Newbattle Registrum около 1293, где он называется сыном «Gylascop Kambel» («Gilleasbaig Caimbeul»), получение от сэра Роберта Линдси имущества Симингтон. Документ Джеймса Стюарта, 5-го лорда-стюарда Шотландии и лорда Кайла, в котором фигурирует Кейлин среди залогодателей, гарантирует продолжение выплаты ренты аббатства Ньюбаттл. В 1295 году Кейлин появляется в качестве свидетеля в хартии Джеймса Стюарта, предоставленной аббатству Пейсли, а в 1296 году снова появляется в Paisley Registrum, свидетельствующий о браке Джеймса с сестрой Ричарда де Бурга, графа Ольстера. Кейлин также засвидетельствовала хартию Малькольма, мормэра или графа Леннокса, и в другой хартии Леннокса, в которой он получает земли в Коуэлле от Джона Ламонта, одного из вассалов Малькольма.
К 1296 году, а возможно, и к 1293 году, Кейлин занимал должность «Белли» Лох-Оу и Ардскотниша, должность, которую он получил либо от короля Шотландии Джона Баллиола, либо от короля Англии Эдуарда I. Именно это положение дел делало его врагом Иэна Лорнского, лорда Макдугалла Лорнского. Где-то после сентября 1296 года Кейлин был убит Макдугаллами в «Красном Форде» на границе Лох-О и Лорна в месте, известном как Струна Лорна. Пирамида под названием Карн Чайлейн, расположенная в 2 км от Килмуна на озере Лох-Авич, традиционно считается местом, где был убит Кейлин. Возраст пирамиды неизвестен, хотя, по-видимому, она существовала уже в семнадцатом веке.

## Брак и дети
По данным XVII века сборник Ane Accompt of the Genealogie of the Campbells, Кейлин женился на Дженет Синклер, дочь сэра Джона Синклера из Дангласса. однако, по её собственному признанию, этот документ не претендует на абсолютно точное, и нет 13-го века документов, известных, чтобы проверить такой брак состоялся. Ane Accompt утверждает, что у них были следующие дети:
- Домналл мак Кейлин
- Нил (или Нейл) Кэмпбелл, умер в 1315 году
- Гиллеспик (или Арчибальд) Кэмпбелл
- Дугалл (или Дугалд) Кэмпбелл

Другие источники свидетельствуют о неназванной дочери, которая вышла замуж за Ангуса Мора (? — 1295), а История клана Кэмпбелл предполагает, что две записи в Рагманских свитках (Дункан Кэмпбелл из Перта и Дональд Кэмпбелл из Данбартоншира) также были сыновьями Кейлина.
Правнук Нейла, Колин Ионгантах Кэмпбелл, женился на Мариоте Кэмпбелл, которая сама была потомком Дугалла, другого сына Кейлина. Их сыном был Дункан Кэмпбелл, 1-й лорд Кэмпбелл (1390—1453), что делает Кейлина патрилинейным предком графов и герцогов Аргайлл, которые называли себя «Мак Кейлин Мор», сын или потомок «Колина Великого».